# Roman Staněk
Roman Staněk (* 25. února 2004 Valašské Meziříčí) je český automobilový závodník, který od roku 2025 jezdí ve Formuli 2 za tým Invicta Racing. 

## Kariéra

### Mládí
Staněk od dětských let závodil na motokárách.

### Začátky ve formulích
V roce 2019 se Staněk stal pilotem formule, mezi lety 2019–2021 se zúčastnil seriálů F4 UAE, F4 Itálie, F4 ADAC, F3 Asie a Euroformula Open.

### Formule 3
V roce 2020 se tým Charouz ve spolupráci s týmem Ralfa Schumachera rozhodl, že Staňka pošlou závodit do FIA F3, ačkoliv měl setrvat ve Formuli 4. Romanovými týmovými kolegy v první sezóně ve Formuli 3 byli Brazilec Igor Fraga a Ralfův syn David Schumacher, kterého později v týmu nahradil Michael Belov. 
V roce 2021 Staněk závodil za tým Hitech. V celkovém pořadí tohoto ročníku F3 skončil na 16. místě s 29 body. V této sezoně také zaznamenal své první podium, když na Hungaroringu dojel na 3. místě.
Před sezónou 2022 přestoupil do týmu Trident působícího v seriálu Formule 3. V této sezoně skončil Staněk celkově 5. se ziskem 117 bodů.

### Formule 2
Pro ročník 2023 podepsal novou smlouvu s týmem Trident, tentokrát ale pro Formuli 2. V roce 2024 sice pokračoval v týmu Trident, ale pro nekonkurenceschopnost vozu své působení v italské stáji ukončil již v létě, po závodě na italském okruhu Monza.
V prosinci 2024 bylo potvrzeno, že v sezóně 2025 bude jezdit za stáj Invicta Racing, která v sezóně 2024 získala jak mistrovský titul, tak pohár konstruktérů.

## Výsledky
| Legenda k tabulce | Legenda k tabulce                                                                       |
| Barva             | Výsledek                                                                                |
| ----------------- | --------------------------------------------------------------------------------------- |
| Zlatá             | Vítěz                                                                                   |
| Stříbrná          | 2. místo                                                                                |
| Bronzová          | 3. místo                                                                                |
| Zelená            | Bodované umístění                                                                       |
| Modrá             | Nebodované umístění                                                                     |
| Modrá             | Dokončil neklasifikován (NC)                                                            |
| Fialová           | Odstoupil (Ret)                                                                         |
| Červená           | Nekvalifikoval se (DNQ)                                                                 |
| Červená           | Nepředkvalifikoval se (DNPQ)                                                            |
| Černá             | Diskvalifikován (DSQ)                                                                   |
| Bílá              | Nestartoval (DNS)                                                                       |
| Bílá              | Závod zrušen (C)                                                                        |
| Světle modrá      | Pouze trénoval (PO)                                                                     |
| Světle modrá      | Páteční testovací jezdec (TD)                                                           |
| Bez barvy         | Netrénoval (DNP)                                                                        |
| Bez barvy         | Vyřazen (EX)                                                                            |
| Bez barvy         | Nepřijel (DNA)                                                                          |
| Bez barvy         | Odvolal účast (WD)                                                                      |
| Bez barvy         | Nezúčastnil se (prázdné)                                                                |
| Označení          | Význam                                                                                  |
| Tučnost           | Pole position                                                                           |
| Kurzíva           | Nejrychlejší kolo                                                                       |
| †                 | Jezdec nedojel do cíle, ale byl klasifikován, protože odjel více než 90 % délky závodu. |
| ‡                 | Byl udělován poloviční počet bodů, protože bylo odjeto méně než 75 % délky závodu.      |
| Horní index       | Umístění bodujících jezdců ve sprintu                                                   |

### Závodní kariéra
| Sezóna | Série                         | Tým                   | Závody | Vítězství | PP | NK | Pódia | Body | Umístění       |
| ------ | ----------------------------- | --------------------- | ------ | --------- | -- | -- | ----- | ---- | -------------- |
| 2019   | Emirátská Formule 4           | Dragon Racing         | 4      | 0         | 0  | 0  | 0     | 0    | Neklasifikován |
| 2019   | ADAC Formule 4                | US Racing-CHRS        | 20     | 2         | 0  | 2  | 5     | 165  | 4. místo       |
| 2019   | Italská Formule 4             | US Racing-CHRS        | 18     | 1         | 6  | 1  | 4     | 144  | 5. místo       |
| 2020   | FIA Formule 3                 | Charouz Racing System | 18     | 0         | 0  | 0  | 0     | 3    | 21. místo      |
| 2020   | Formula Renault Eurocup       | MP Motorsport         | 2      | 0         | 0  | 0  | 0     | 2    | 18. místo      |
| 2021   | FIA Formule 3                 | Hitech Grand Prix     | 20     | 0         | 0  | 0  | 2     | 29   | 16. místo      |
| 2021   | F3 Asian Championship         | Hitech Grand Prix     | 15     | 0         | 0  | 0  | 0     | 60   | 10. místo      |
| 2021   | Euroformula Open Championship | Team Motopark         | 3      | 1         | 0  | 0  | 2     | 55   | 12. místo      |
| 2022   | FIA Formule 3                 | Trident Racing        | 18     | 1         | 1  | 2  | 4     | 117  | 5. místo       |
| 2023   | FIA Formule 2                 | Trident               | 26     | 0         | 0  | 0  | 0     | 15   | 18. místo      |
| 2023   | Grand Prix Macaa              | Trident               | 1      | 0         | 0  | 0  | 0     | –    | 12. místo      |
| 2024   | FIA Formule 2                 | Trident               | 22     | 1         | 0  | 0  | 1     | 14   | 22. místo      |
| 2025   | FIA Formule 2                 | Invicta Racing        | 20     | 1         | 0  | 0  | 5     | 77*  | 8. místo*      |

### Kompletní výsledky ve Formuli 3
| Rok  | Tým                   | 1          | 2          | 3          | 4          | 5          | 6          | 7          | 8           | 9          | 10         | 11         | 12         | 13         | 14         | 15         | 16        | 17          | 18         | 19       | 20      | 21       | Body | Umístění  |
| ---- | --------------------- | ---------- | ---------- | ---------- | ---------- | ---------- | ---------- | ---------- | ----------- | ---------- | ---------- | ---------- | ---------- | ---------- | ---------- | ---------- | --------- | ----------- | ---------- | -------- | ------- | -------- | ---- | --------- |
| 2020 | Charouz Racing System | RBR FEA 17 | RBR SPR 23 | RBR FEA 17 | RBR SPR 24 | HUN FEA 23 | HUN SPR 20 | SIL FEA 17 | SIL SPR 18  | SIL FEA 22 | SIL SPR 15 | CAT FEA 22 | CAT SPR 19 | SPA FEA 24 | SPA SPR 18 | MNZ FEA 11 | MNZ SPR 8 | MUG FEA 26† | MUG SPR 18 |          |         |          | 3    | 21. místo |
| 2021 | Hitech Grand Prix     | CAT 1 16   | CAT 2 12   | CAT 3 10   | LEC 1 26   | LEC 2 19   | LEC 3 15   | RBR 1 11   | RBR 2 4     | RBR 3 12   | HUN 1 11   | HUN 2 3    | HUN 3 23   | SPA 1 3    | SPA 2 13   | SPA 3 15   | ZAN 1 27  | ZAN 2 15    | ZAN 3 13   | SOC 1 13 | SOC 2 C | SOC 3 26 | 29   | 16. místo |
| 2022 | Trident               | BHR SPR 24 | BHR FEA 22 | IMO SPR 4  | IMO FEA 1  | CAT SPR 8  | CAT FEA 2  | SIL SPR 6  | SIL FEA Ret | RBR SPR 5  | RBR FEA 11 | HUN SPR 9  | HUN FEA 12 | SPA SPR 2  | SPA FEA 2  | ZAN SPR 10 | ZAN FEA 4 | MNZ SPR 12  | MNZ FEA 6  |          |         |          | 117  | 5. místo  |

### Kompletní výsledky ve Formuli 2
| Rok  | Tým            | 1           | 2           | 3           | 4           | 5          | 6          | 7           | 8          | 9          | 10         | 11         | 12         | 13         | 14          | 15         | 16          | 17         | 18         | 19         | 20         | 21         | 22         | 23        | 24         | 25         | 26         | 27      | 28      | Body | Umístění  |
| ---- | -------------- | ----------- | ----------- | ----------- | ----------- | ---------- | ---------- | ----------- | ---------- | ---------- | ---------- | ---------- | ---------- | ---------- | ----------- | ---------- | ----------- | ---------- | ---------- | ---------- | ---------- | ---------- | ---------- | --------- | ---------- | ---------- | ---------- | ------- | ------- | ---- | --------- |
| 2023 | Trident        | BHR SPR 13  | BHR FEA Ret | JED SPR 17  | JED FEA 14  | MEL SPR 16 | MEL FEA 14 | BAK SPR 8   | BAK FEA 17 | MCO SPR 12 | MCO FEA 7  | CAT SPR 13 | CAT FEA 12 | RBR SPR 5  | RBR FEA Ret | SIL SPR 15 | SIL FEA Ret | HUN SPR 16 | HUN FEA 14 | SPA SPR 15 | SPA FEA 9  | ZAN SPR 14 | ZAN FEA 11 | MNZ SPR 8 | MNZ FEA 10 | YMC SPR 11 | YMC FEA 12 |         |         | 15   | 18. místo |
| 2024 | Trident        | BHR SPR Ret | BHR FEA 13  | JED SPR DSQ | JED FEA Ret | MEL SPR 1  | MEL FEA 15 | IMO SPR Ret | IMO FEA 18 | MON SPR 6  | MON FEA 16 | CAT SPR 20 | CAT FEA 17 | RBR SPR 21 | RBR FEA 18  | SIL SPR 8  | SIL FEA 18  | HUN SPR 15 | HUN FEA 11 | SPA SPR 20 | SPA FEA 14 | MNZ SPR 15 | MNZ FEA 17 | BAK SPR   | BAK FEA    | LSL SPR    | LSL FEA    | YMC SPR | YMC FEA | 14   | 22. místo |
| 2025 | Invicta Racing | MEL SPR 5   | MEL FEA C   | BHR SPR 15  | BHR FEA 17  | JED SPR 5  | JED FEA 12 | IMO SPR 8   | IMO FEA 17 | MON SPR 11 | MON FEA 7  | CAT SPR 17 | CAT FEA 11 | RBR SPR 3  | RBR FEA 8   | SIL SPR 3  | SIL FEA Ret | SPA SPR 6  | SPA FEA 1  | HUN SPR 13 | HUN FEA 2  | MNZ SPR    | MNZ FEA    | BAK SPR   | BAK FEA    | LSL SPR    | LSL FEA    | YMC SPR | YMC FEA | 77*  | 8. místo* |

* Sezóna v průběhu.